# Jan Wojciech Rosnowski
Jan Wojciech (Wojciech Jan) Rosnowski herbu Ogończyk (zm. w 1708 roku) – łowczy lwowski w latach 1694-1708.
Był członkiem konfederacji sandomierskiej 1704 roku.